# Juan Mujica
Juan Martín Mujica Ferreira (Casa Blanca, 22 dicembre 1943 – Montevideo, 11 febbraio 2016) è stato un calciatore uruguaiano, di ruolo difensore.

## Palmarès

### Giocatore

#### Competizioni internazionali
- Coppa Libertadores: 1

Nacional: 1971
- Coppa Intercontinentale: 1

Nacional: 1971

#### Nazionale
- Campeonato Sudamericano de Football: 1

Uruguay 1967

### Allenatore

#### Competizioni internazionali
- Coppa Libertadores: 1

Nacional: 1980
- Coppa Intercontinentale: 1

Nacional: 1980